# Rob Jetten
Rob Arnoldus Adrianus Jetten (Veghel, 25 maart 1987) is een Nederlands politicus. Hij is sinds 12 augustus 2023 de partijleider van Democraten 66 (D66) en sinds 6 december 2023 Tweede Kamerlid. Van januari 2022 tot juli 2024 was hij minister voor Klimaat en Energie en in het laatste halfjaar van zijn ministerschap tevens vicepremier. Eerder was Jetten al Tweede Kamerlid van 2017 tot 2022.

## Jeugd en opleiding
Jetten groeide op in Uden en ging er naar het vwo op het Udens College. Hij studeerde bestuurskunde aan de Radboud Universiteit. Na een traject als managementtrainee bij ProRail werkte hij aldaar als adviseur en als regiomanager Bouwmanagement voor Noord- en Oost-Nederland.

## Politieke carrière

### Tweede Kamer
Jetten begon zijn politieke carrière als beleidsmedewerker voor de D66-fractie in de Eerste Kamer der Staten-Generaal en als voorzitter van de Jonge Democraten. Daarnaast was hij tussen 2010 en 2017 gemeenteraadslid en fractievoorzitter in de gemeenteraad van Nijmegen. Bij de Tweede Kamerverkiezingen 2017 werd hij verkozen in het Nederlands parlement. Namens zijn fractie was hij woordvoerder klimaat, energie en gas, spoor, democratische vernieuwing en Economische Zaken. Jetten is mede-indiener van de Klimaatwet.
Van de in 2015 als Tweede Kamerlid vertrokken partijgenoot Gerard Schouw nam Jetten de behandeling over van de tweede lezing van de initiatiefwet deconstitutionalisering benoeming commissaris van de Koning en burgemeester. Op 23 januari 2018 stemden 147 Tweede Kamerleden voor dit wetsvoorstel, een bijna voltallige meerderheid van de in totaal 150 Kamerleden. Op 20 november dat jaar ging de Eerste Kamer, bestaand uit 75 leden, in tweede aanleg akkoord met 57 tegen elf stemmen. Daarmee werd uit de Grondwet gehaald dat de Koning der Nederlanden de commissarissen van de Koning en de burgemeesters benoemt. Aldus zal het mogelijk worden de procedure rond deze aanstellingen op een andere manier in te vullen. Jetten pakte de poging van zijn partijgenoot Thom de Graaf in 2005 op een andere wijze aan, door enkel een grondwetswijziging, in plaats van direct de rol en positie in te vullen. 
Als Tweede Kamerlid presenteerde hij in samenwerking met het Landelijk Bestuur van D66 en de Mr. Hans van Mierlo Stichting een serie voorstellen voor democratische vernieuwing onder de titel ‘Democratie van nu’.  
Op 9 oktober 2018 werd Jetten tot fractievoorzitter van de Tweede Kamerfractie van D66 gekozen, waarmee hij Alexander Pechtold opvolgde. Hij werd unaniem door zijn fractie verkozen. Bij zijn benoeming was hij de jongste fractievoorzitter van D66 ooit. Als zodanig werd hij overigens niet automatisch de nieuwe partijleider. Daarover zou later beslist worden bij de kandidaatstelling voor de volgende Tweede Kamerverkiezingen. Uiteindelijk ging Jetten de strijd om het partijleiderschap niet aan. Per 4 september 2020 werd Sigrid Kaag partijleider.

### Minister
Tijdens de kabinetsformatie in 2021 en 2022 was Jetten bij de onderhandelingen de secondant van partijleider Kaag. Op 10 januari 2022 werd hij beëdigd als minister voor Klimaat en Energie (minister zonder portefeuille aan het ministerie van Economische Zaken en Klimaat) in het kabinet-Rutte IV.
Jetten was aanwezig op de Klimaatconferentie van Dubai 2023 en daar kondigde hij op 9 december aan dat er op initiatief van Nederland een coalitie van twaalf landen zou komen die zich gaat inzetten voor het afbouwen van fossiele subsidies.

### Partijleiderschap
Op 14 juli 2023 kondigde Jetten aan dat hij zich kandidaat stelde voor de functie van partijleider van D66. Deze functie was een dag eerder vrijgekomen nadat Sigrid Kaag had aangekondigd om te stoppen. Op 12 augustus werd Jetten lijsttrekker bij de Tweede Kamerverkiezingen 2023. Hij volgde daarmee Kaag op als partijleider. Na de verkiezingen ging de partij van 24 naar 9 zetels en werd Jetten Tweede Kamerlid. Omdat Kaag begin 2024 vertrok uit de Nederlandse landelijke politiek, nam Jetten het beheer van het Ministerie van Financiën vanaf 8 januari dat jaar tijdelijk over en werd hij de nieuwe demissionair eerste vicepremier. Op 12 januari werd Steven van Weyenberg als nieuwe Minister van Financiën aangesteld. Toen op 2 juli 2024 kabinet-Schoof werd aangesteld, bleef Jetten actief als Tweede Kamerlid en fractieleider.

## Privéleven
Op de Internationale Dag tegen Homofobie en Transfobie in 2020 las hij in een Twitterbericht een aantal ontvangen haatberichten met betrekking tot zijn homoseksualiteit voor. Hij ontving naar eigen zeggen per dag tientallen van dit soort berichten.  Onder een schuilnaam scholden mensen hem uit vanwege zijn seksuele geaardheid. Jetten wilde daarmee laten zien dat deze internationale dag tegen homofobie echt nodig was.
Jetten heeft een relatie met de Argentijnse profhockeyer Nicolás Keenan. Ze zijn sinds 26 november 2024 verloofd.

## Prijzen
- 2021: The Best Social Award in de categorie Beste Politicus[13]
- 2022: The Best Social Award in de categorie Beste Politicus[14]